# Air Djibouti (1997)
Air Djibouti war eine in Dschibuti ansässige Fluggesellschaft, die ihren Betrieb im Jahr 2002 eingestellt hat. Sie war die dritte Fluggesellschaft, die diesen Namen trug.

## Geschichte
Das Unternehmen wurde im Jahr 1997 von der Regierung Dschibutis unter Beteiligung von Privatinvestoren als Nachfolgegesellschaft der zweiten Air Djibouti gegründet, die im Jahr 1991 liquidiert worden war. Die Betriebsaufnahme erfolgte im Frühjahr 1998 mit einer von der schwedischen Nordic European Airlines gemieteten Boeing 737. Im Juli 1998 leaste das Unternehmen einen Airbus A310, der auf zwei wöchentlichen Linienflügen nach Paris zum Einsatz kam. Die Kapazitäten des Airbus erwiesen sich als zu groß, so dass Air Djibouti die unrentable Maschine im Frühjahr 1999 an die Fluggesellschaft Royal Jordanian weiter vermietete. Das Unternehmen führte anschließend nur noch Frachttransporte und regionale Charterflüge durch, auf denen zunächst eine geleaste Iljuschin Il-18 und ab Mitte 1999 eine Antonow An-24 eingesetzt wurden.
Im März 2001 übernahm Air Djibouti ein Großraumflugzeug des Typs Boeing 747, um es ab August 2001 im Wet-Lease für Nigeria Airways zu betreiben. Das Flugzeug sollte zwischen Lagos und London verkehren. Wegen Sicherheitsbedenken untersagte die britische Luftfahrtbehörde aber den Einsatz dieser Maschine, so dass Nigeria Airways den Mietvertrag vorzeitig kündigte. Air Djibouti gab Anfang 2002 ihr letztes Flugzeug, eine Antonow An-24, an den Leasinggeber zurück und stellte den Flugbetrieb aus wirtschaftlichen Gründen ein.

## Flotte
Air Djibouti betrieb folgende Flugzeugtypen:
- Airbus A310-200
- Antonow An-24RV
- Boeing 737-200
- Boeing 747-200 (verleast an Nigeria Airways)
- Iljuschin Il-18Gr